# Marina Wladimirowna Sudakowa
Marina Wladimirowna Sudakowa (russisch Марина Владимировна Судакова, wiss. Transliteration Marina Vladimirovna Sudakova; * 17. Februar 1989 in Wolgograd, Sowjetunion, geborene Marina Wladimirowna Jarzewa) ist eine russische Handballspielerin.
Sudakowa begann das Handballspielen an einer Schule in Wolgograd. Später schloss sich die Außenspielerin GK Rostow am Don an, für den sie anfangs in der zweiten Mannschaft und daraufhin in der ersten Mannschaft auf Torejagd ging. Mit Rostow errang sie 2007, 2008, 2012 und 2015 den russischen Pokal sowie 2015 die Meisterschaft. In der Saison 2016/17 lief sie für GK Kuban Krasnodar auf. Anschließend kehrte sie wieder zu GK Rostow am Don zurück. Mit Rostow gewann sie 2018, 2019 und 2020 die russische Meisterschaft. Ab der Saison 2020/21 lief sie für den russischen Erstligisten PGK ZSKA Moskau auf. Mit ZSKA gewann sie 2021 die russische Meisterschaft sowie 2022 den russischen Pokal. In der Saison 2022/23 stand Sudakowa beim rumänischen Erstligisten CSM Bukarest unter Vertrag, mit dem sie sowohl die rumänische Meisterschaft als auch den rumänischen Pokal gewann. Anschließend schloss sie sich dem russischen Verein GK Dynamo Wolgograd an. Nach der Saison 2023/24 legte sie eine Pause ein.
Sudakowa absolvierte bislang 100 Partien für die russische Nationalmannschaft, in denen sie 171 Treffer erzielte. Mit der Russland gewann sie 2009 die Weltmeisterschaft und belegte 2008 bei der Europameisterschaft den dritten Platz. Bei den Olympischen Spielen 2016 in Rio de Janeiro gewann sie die Goldmedaille. Bei der Europameisterschaft 2018 errang sie die Silbermedaille.